# Bockstensmannen
Bockstensmannen är kvarlevorna av en man som hittats i en mosse i Halland och som enligt forskarna vid Hallands museum anses ha dött cirka 1350–1370. Fyndet är unikt eftersom det är Europas enda fullständigt bevarade medeltida mansdräkt och också det enda kända mosslik som fått pålar slagna genom kroppen. Mannen har pålats fast i mossen efter sin död, sannolikt för att därigenom hindras från att lämna sin plats och uppträda som gengångare.
Kroppen hittades 1936 i Bockstens mosse. Mossen är belägen i Rolfstorps socken i Varbergs kommun, cirka 25 km öster om centralorten Varberg. Bockstensmannen finns sedan 1937 utställd på Hallands kulturhistoriska museum på Varbergs fästning. 1979 genomgick fyndet en ny undersökning och omkonservering. Efter det har huvuddelen av fyndet presenterats liggande, från att tidigare ha varit uppsatt på en ställning. Under 1990-talet och 2000-talet har flera undersökningar av fyndet gjorts och 2006 producerades en helt ny utställning.

## Fynd

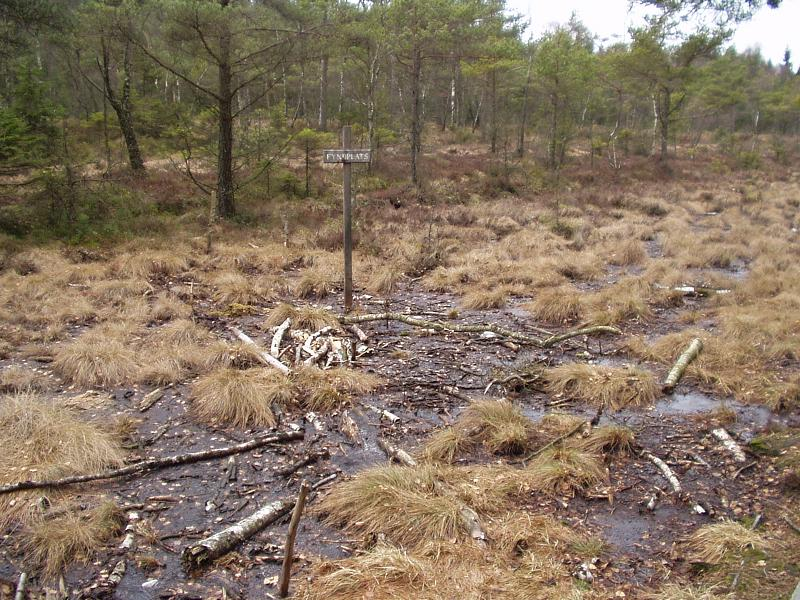
Bockstens mosse, med Bockstensmannens fyndplats markerad med ett kors.

Bockstensmannens kropp hittades den 22 juni 1936 av den då 11-årige Thure G. Johansson. Han harvade torvmossen intill föräldrarnas gård, när harven drog med sig några tygtrasor. Thure hämtade sin far och dagen därpå kontaktades den lokala polisen, fjärdingsman Axel Johansson som också tjänstgjorde som kyrkvaktmästare. Även landsfiskalen Viktor Olsson, biträdande landsfiskalen Norén och stadsläkaren Lars Söhrman kontaktas. Mannen befanns ha legat länge i mossen och att det inte fanns någon anledning till brottsutredning. Landsfiskalen tog med sig delar av fyndet hem, medan läkaren kontaktade museiintendenten Albert Sandklef på Varbergs museum. Den 24 juni inledde Albert Sandklef tillsammans med ett större följe undersökningar vid fyndplatsen. I följet ingick geologiprofessorn Lennart von Post, som hade befunnit sig i Horred tillsammans med några studenter för undersökningar. Fyndet mättes och fotograferades för att sedan grävas upp och placeras på en brädbår. Sedan fördes det med lastbil till Varbergs museum. De övre delarna av fyndet hade passerat genom harven och var i stor oordning. De lägre delarna av fyndet, vilket omfattade mannens ben med undantag för högerfoten, var orörda. Foten hade landsfiskalen tagit med sig. På grund av fyndomständigheterna går det inte att veta exakt hur mannen och hans ägodelar låg i mossen.
Sandklef kontaktade Statens historiska museum efter midsommarhelgen varefter konservatorn Gillis Olson och textilexperten Agnes Geijer reste till Varberg för att bistå i hanteringen och undersökningen av fyndet. De kom till Varberg 9 juli.

## Kroppen
Syrorna i mossen hade bevarat kroppen så att den inte helt förmultnat. Skelettet fanns kvar och var väl bevarat. Förutom skelettet var håret intakt. Det gick att identifiera hudbitar och muskelstycken och i kroppens inre fanns till exempel hjärnan kvar.
Ämnen i torvmossen hade gett håret en kopparröd färg och skelettet en brunaktig patina. Håret var 10–14 cm långt, under mitten av 1300-talet var detta en mycket populär frisyr. Man trodde länge att han från början hade blont hår, eftersom mossen lätt kan färga av sig på det. Man testade på 1980-talet att lägga blont hår i en mosse, och kom fram till att det rödfärgas efter bara några månader. Initiala resultat av DNA-tester (se nedan) tycks dock tyda på att hårfärgen var mörk.
Bockstensmannens skelett har genom åren undersökts av flera experter, bland andra tandläkare Gunnar Johansson, osteolog Nils-Gustaf Gejvall, kirurg Claes Lauritzen och osteolog Torbjörn Ahlström. De har tillsammans funnit att Bockstensmannen var 171 cm lång, vilket kan mätas utifrån lårbenet. Han var högerhänt, för muskelfästena är större på höger sida. Det finns även tecken på lårbenet som tyder på att han ridit en del. Bockstensmannen var gracilt byggd och man kan se på de små muskelfästena att han inte var van vid hårt kroppsarbete. Dessutom hade han början till en reumatologisk spondriatitsjukdom kallad ”DISH”, som idag främst förekommer bland äldre män som har haft stillasittande liv och som bara har hittats bland skelett från de högre klasserna.
Kroppen var pålad enligt en utbredd folktro om att en ekpåle genom hjärtat skulle hindra den döde från att "gå igen", dvs. bli en gengångare. Kraniet är deformerat, sammanpressat från båda sidorna, och detta har tolkats på olika sätt. Kirurgen Claes Lauritzen menar att skadorna på kraniets högra sida är ett resultat av våld riktat mot huvudet. Osteolog Torbjörn Ahlström hävdar att deformationen beror på att skallen var mjuk som läder och hade pressats ihop av mossens tyngd samt skadats av harven som drogs över skelettet vid fyndtillfället. Mossens mångåriga påverkan på skelettet hade gjort skallen mjuk och formbar.

### Andra mosslik
I nordvästra Europa har det hittats hundratals mosslik från järnåldern. De flesta fynden är gjorda i samband med torvbrytning under 1800- och 1900-talen. Många av dessa fynd är nedlagda som offer till högre makter under forntiden. Några av de mest kända och bevarade finns på Jylland i Danmark: Grauballemannen, som har halsen brutalt uppskuren, och Tollundmannen. Bockstensmannen är ovanlig genom att han är nedgrävd i mossen under kristen tid, på medeltiden, då man inte längre offrade människor till gudarna. Men tron på mossens magiska kraft levde kvar ända till 1800-talet.

## Dräkten

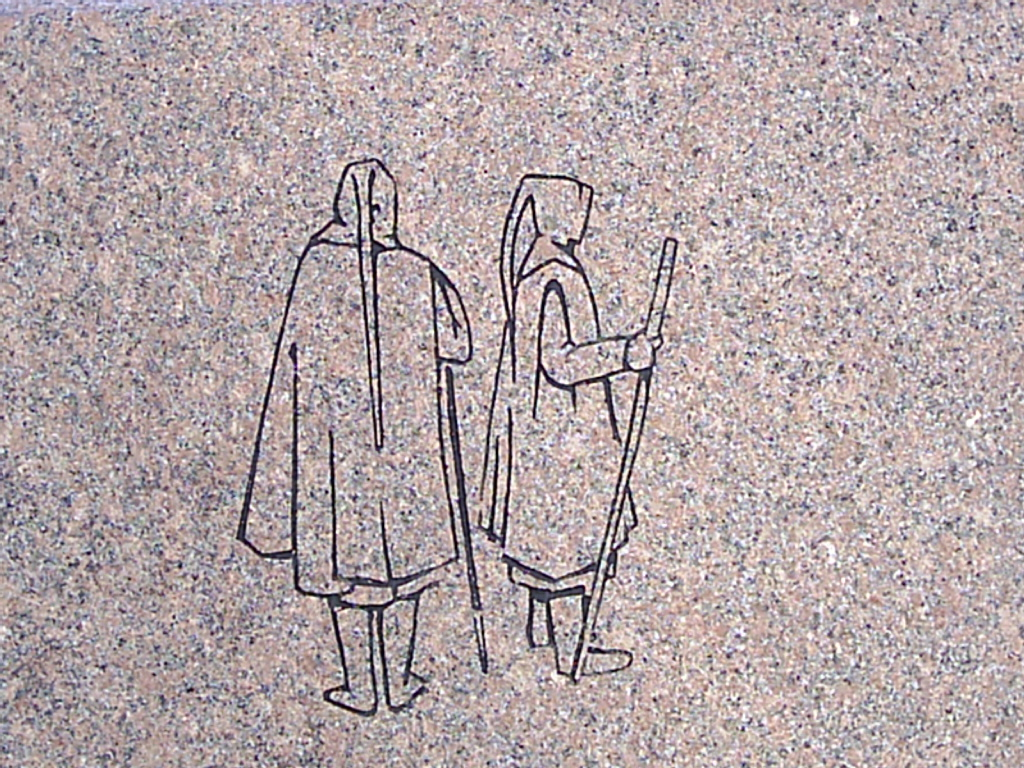
Bockstensmannens kläder avbildade på ett minnesmärke rest i Varberg. Konstnär/Skulptör: Harry Kivijärvi, Finland.

Bockstens mosse har bevarat det textila materialet på ett anmärkningsvärt sätt. Bockstensmannens dräkt är Europas enda fullständigt bevarade medeltida mansdräkt, och består av fyra ylleplagg: kjortel, struthätta, mantel och två hosor, ett slags långa strumpor som bars istället för byxor under medeltiden. Dessutom hör till fyndet ett par skor, två bälten, fotlappar och flera mindre bitar tyg vars funktion inte säkert har kunnat identifieras.
Dräkthistorikern Eva Andersson har undersökt dräkten och gjort en analys grundad på en mängd skriftliga källor och bilder från 1300-talet. Hon menar att olika detaljer i Bockstensmannens dräkt överensstämmer med vad vi vet om samtida europeiskt mode, och att han därmed tillhörde det övre samhällsskiktet. Däremot var han inte allra högst upp i makthierarkin, eftersom kungar och adelsmän till skillnad från Bockstensmannen hade kläder av importerade tyger av högre kvalitet. Bockstensmannens plagg är ofodrade och har få lager, vilket tyder på att han inte dog under vintern utan troligen vår eller höst.

## Pålning och folktron om gengångare
Bockstensmannen pålades med tre pålar genom överkroppen. Ekpålen, som var driven genom hjärtat, är helt bevarad medan det bara finns mindre delar kvar av de två andra pålarna, som är av björk. Ekpålen var från början en del av en medeltida takkonstruktion, hängslen eller "ryggaträ", som höll halmen på plats ovanpå taknocken. Den som pålade Bockstensmannen har alltså haft med sig pålen från en gård, vilket skulle kunna tyda på att Bockstensmannen dödats av bönder från gårdar i närheten av mossen.
Man vet inte om Bockstensmannen mördades men det är en trolig teori, eftersom pålning av döda är kopplade till folktron om gengångare, döda som ”går igen”. Om den döde inte dött en naturlig död utan bragts om livet, troddes risken vara stor att den döde skulle uppstå och ta hämnd på förövaren. Sägner berättar om hur man såg till att den döde förankrades extra i jorden genom att pålar slogs genom kroppen.

## Claes Lauritzens dödsteori
En teori är att skadorna på kraniet har uppkommit av mossens tryck och inte för att Bockstensmannen blev mördad. Claes Lauritzen, chef på Kraniofaciala enheten vid Sahlgrenska universitetssjukhuset i Göteborg, är dock efter att ha undersökt kraniet säker på att skadorna inte har orsakats av mossen. Han menar att först utdelades ett slag mot underkäken, sedan ett vid höger öra och sist ett dödande slag mot bakhuvudet. Man kan då tänka sig att mannen blev anfallen framifrån, föll ner på marken efter det andra slaget och att det sista slaget utdelades när gärningsmannen eller gärningsmännen stod över honom. “Det sista slaget delade skallen” menar Claes Lauritzen. 

## Datering av fyndet
Dateringen av fyndet grundar sig på flera olika källor. Bockstensmannens dräkt, skelett och ekpålen kol-14-daterades år 1996 och när alla de proverna lagts samman kommer man fram till den mest sannolika tidsperioden 1350–1390. Dräkthistoriker Eva Anderssons analys från 2008 av kläderna daterar honom i tidsspannet 1340–1370, vilket sammantaget gör att Bockstensmannen bör ha dött någon gång mellan 1350 och 1370. Dock tolkade dräkthistorikern Margareta Nockert klädstilen till första halvan av trettonhundratalet i en analys gjord 1985, och en datering av hans skoläder, även den med kol-14-metoden, har med stor säkerhet visat att det är från den andra halvan av tolvhundratalet. Det visar 100 år tidigare än man idag tror att han levde. 
Den ekpåle som naglades genom offrets kropp har daterats till år 1299 plus minus sju år, baserat på undersökning av årsringarna.

## Hans dödsålder
Det finns många olika uppfattningar om Bockstensmannens dödsålder. Rättsodontologen Gunnar Johansson har undersökt honom och har försökt bestämma hans ålder med hjälp av tändernas skick, och tror att han var mellan 25 och 35 år. Slitaget på emaljen beror på födans sammansättning och mannens eventuella ålder, men eftersom emaljen inte längre finns kvar saknas en viktig förutsättning för att bedömningen ska bli korrekt. Emaljen är borta på grund av demineralisering som skett på grund av syrorna i mossen. Osteologen Nils-Gustaf Gejvall undersökte hans skelett och menade på att han var 35-40 år gammal, kanske upp till 60 år.

## Hans vistelseort
År 2014 gjordes en isotopanalys av hans hår för att se från vilken berggrund det han har ätit kommer. Han bedöms ha befunnit sig i Varbergstrakten åtminstone under sitt sista år i livet, men man kan inte uttala sig om hans härkomst utifrån isotopanalysen.

## DNA-undersökningar
Flera försök har gjort att utvinna Bockstensmannens starkt nedbrutna DNA av rättsgenetikern Marie Allens forskargrupp vid Rudbecklaboratoriet, Uppsala universitet. År 2003 studerade hon fragment av hans Mitokondri-DNA från hans överarm. Det visar att han kom från Europa och indikerar att han tillhör en ovanlig haplogrupp. Våren 2021 lyckades gruppen utvinna fragment av hans kärn-DNA ur hans hår. Det visar att han troligen hade mörkt hår (inte ljust som man tidigare trott) och blåa ögon, något som behöver verifieras i fortsatta undersökningar.

## Bockstensmannen får ett ansikte
Hans ansikte fick opereras för hans trasiga kranium som hade gått sönder i mossen efter 600 år. Professor Claes Lauritzen och plastikkirurgen Tim Hewitt genomförde operationen på kraniet och sa att det var som att utföra en “vanlig operation”. Med det rekonstruerade kraniet byggde dockmakaren Oscar Nilsson det nya ansiktet åt Bockstensmannen för att se hur han kanske såg ut. Oscar Nilsson har även byggt ansikten åt Vasamuseet och Historiska museet.

## Teorier om Bockstensmannens person
Även om ingen kan säga säkert vem Bockstensmannen var har flera personer gjort tolkningar som utgår från hans kropp och dräkt.

### Tjänsteman
Historikern Pablo Wiking-Faria på Hallands kulturhistoriska museum menar att Bockstensmannen troligen var en tjänsteman hos en högt uppsatt person på mitten av 1300-talet. Bockstensmannens klena kroppsbyggnad visar att han haft en ganska hög befattning. Området kring Bockstens mosse beboddes främst av bönder vilket betyder att han troligen bara var där på besök. Med tanke på att Halland på 1300-talet var ett oroligt landskap där det var kamp om både jord och makt är det möjligt att han var utsänd någonstans ifrån för att ta upp skatt eller beslagta böndernas jord. Händelsen kan jämföras med att hälsingarna år 1317 slog ihjäl den svenske kungens skatteuppbördsman.

### Präst
Amatörhistorikern Owe Wennerholm har, baserat på att plagget struthätta användes inom katolska kyrkan och på ett föremål som han tolkar som en ”minisköld", menat att personen var präst från sent 1400-tal och var medlem av Helgeandsorden. Miniskölden finns endast otydligt avbildad på ett äldre fotografi, enligt Wennerholm med ett kors och bokstavskombinationerna SG, SC eller SO. Andra menar att det är en nagel som har avbildats. Wennerholm har tidigare framlagt hypotesen att SG står för att Bockstensmannen var domprosten Simon Gudmundi, som man vet dog 1491. Detta är för sent i förhållande till C14-dateringen. Senare har Wennerholm istället framkastat att SC står för ärkebiskopen Sasser Clementii från Danmark som dog 1274. Detta är för tidigt i förhållande till dateringen av ekstammen.